# 天主教德源自治會院區
39°11′38″N 127°22′26″E / 39.194006°N 127.373825°E
德源隱修院是屬天主教本篤會聖奧提來會的一所修道院，位於現今北韓江原道首府元山市附近。修道院原來是漢城（今首爾）的傳教修士團，於1920年代遷至德源，接管新成立的元山宗座代牧區。由於北韓自1949年對基督徒施以迫害，使當地教會活動停止。但是德源自治會院區形式上仍然被列為天主教目前僅存的自治會院區之一。

## 建立
1909年2月，聖奧提來會的德籍修士抵達漢城。他們沿襲在非洲會院的模式，修士開設了木匠工房和技藝學校，而司鐸們就埋首於牧民和教育工作。隨著更多的修士自歐洲抵達，修道院在1913年5月15日升格為院牧級隱修院。波尼法爵‧蘇爾神父獲委任為首任院牧。
1920年元山宗座代牧區自漢城宗座代牧區分出，由聖本篤隱修院的修士們接管。1927年漢城的會院關閉，大約四十名修士遷至德源。1927至28年間，興建了培養本土教區司鐸的小修院和大修院。一座羅曼復興式聖堂在1929年至31年間興建。大概在這個時候，修道院也開始培育本土的修道聖召。
1940年教宗庇護十二世發出Libenter Romanus Pontifex詔書，德源自治會院區成立，幅員包括元山、文川、安邊、川內、高原等地。蘇爾院牧成為了自治會院區的教長，並兼任咸興宗座代牧區的宗座署理。二戰結束時，隱修院落入蘇聯軍隊手上。雖然修道院一度成為軍營，但修道生活還是逐漸恢復過來了。在1949年蘇軍撤走前，修道院有大約六十名修士，其中廿五名是國籍修士，另外在元山有大約二十名圖欽格會修女。

## 教難
1949年5月，朝鮮國家安全保衛部佔領了修道院，拘捕了所有修士、修女，把他們移送了監獄和集中營。1950年7月，朝鮮人民軍摧毀了修道院。1949年至52年間十四名修士和兩名修女在經歷嚴酷的囚禁和虐待後被處決。同時十七名修士和兩名修女因飢饉、疾病、若役和集中營的惡劣環境死去。1950年2月1日蘇爾院牧死於平壤的一所監獄，同年10月所有高級修士被處決。1954年1月，倖存的四十二名德國修士、修女經西伯利亞鐵路被遣送回德國。
2007年5月開啟了把德源隱修院36名在金日成治下反教會迫害中殉道的“天主之僕”冊封為真福品的程序。程序標題為「波尼法爵‧蘇爾神父 O.S.B.、金本篤 O.S.B.及其同伴列為真福品案」。

## 現狀
德源隱修院的所在地已改建成元山農業綜合大學。修院的殘存部分，包括聖堂、修院、宿舍等，可能被大學所佔用。
1952年部分倖存的修士、修女在韓國大邱附近倭館的建立了新的修道院。隱修院的院長是會院區的宗座署理（2005年1月25日以前更兼任咸興教區的宗座署理，現任院牧為李炯雨），但無法進入朝鮮。自1950年代起自治會院區以至整個朝鮮都已經沒有司鐸，以至天主教社群。很多基督徒被囚禁於隱修院西北70公里（43英里）的耀德集中營以及位於朝鮮其他地區的集中營，因其信仰受到虐待和不人道待遇。朝鮮的基督徒只能秘密地實踐其信仰，而且時刻面對被發現和處罰的危險。
韓國教會在興建位於最接近朝韓非軍事區的坡州市的懺悔贖罪堂時，也參考了聖堂的內部設計。

## 外部連結
- UCA News: Diocesan Directory: Territorial Abbacy of Tokwon – 對會院區的描述
- Missionary Benedictines of St. Ottilien: The Martyrs of Tokwon: Historical Preliminary Notes（页面存档备份，存于） –為三十六名殉道者列品的詳細傳記
- Christian Solidarity Worldwide: North Korea: A case to answer – a call to act（页面存档备份，存于） – 一份呼籲對屠殺、任意囚禁、虐待及相關國際罪行急切回應的報告
- U.S. Commission on International Religious Freedom: Thank you father Kim Il Sung – 朝鮮對思想、良心和信仰自由侵害的見證